# Parsifal
Parsifal este o operă în trei acte de Richard Wagner.

## Generalități
Muzica și libretul: Richard Wagner.
Premiera operei a avut loc la Bayreuth în ziua de 26 iulie 1882 la Festspielhaus.
Durata operei: cca 4 ½ ore.
Locul și perioada desfășurării operei: Muntele Monsalvat din nordul Spaniei, Evul Mediu Timpuriu.

## Personajele principale
- Amfortas, regele cavalerilor Sfântului Graal (bariton)
- Titurel, tatăl lui Amfortas (bas)
- Gurnemanz, cavaler al Sfântului Graal (bas)
- Parsifal (tenor)
- Klingsor (bas)
- Kundry (soprană sau mezzosoprană)
- Doi cavaleri ai Sfântului Graal (tenor și bas)

## Descriere
Opera este bazată pe poemul epic din secolul al XIII-lea Parzival de Wolfram von Eschenbach, care povestește despre cavalerul arthurian Parzival (Percival) și căutarea de către el a Sfântului Graal, precum și pe Perceval, povestea Graalului de Chrétien de Troyes.
Wagner a conceput opera în aprilie 1857, dar a terminat-o abia 25 de ani mai târziu. Parsifal este ultima operă compusă de Wagner, lucrare pentru care s-a folosit în mod special de particularitățile acustice ale sălii de spectacole a clădirii Festspielhaus din Bayreuth. Parsifal a fost interpretată pentru prima oară la al doilea Festival de la Bayreuth în 1882. Festivalul a păstrat monopolul exclusiv asupra interpretării operei Parsifal până în 1903, când opera a fost interpretată la Metropolitan Opera din New York.
Wagner a evitat să spună despre Parsifal că este o operă, preferând termenul „ein Bühnenweihfestspiel” - „O piesă de festival pentru sfințirea scenei”. La Bayreuth a apărut o tradiție ca după primul act al operei să nu se aplaude.
Scrierea Parsifal în loc de Parzival (cum scria chiar Wagner până în 1877) se bazează pe o etimologie eronată a numelui Percival ca având dintr-o presupusă origine arabă, Fal Parsi cu sensul de „nebun curat”.

## Preambul
Sfântul Graal și Sfânta Lance sunt păzite de regele Titurel și cavalerii Sfântului Graal în Fortăreața Montsalvat. În apropiere locuiește vrăjitorul Klingsor, care dorise cândva să devină și el cavaler al Sfântului Graal, dar neputând să-și impună prin proprie voință regula castității, și-a suprimat dorințele carnale prin castrare. Alungat din comunitatea cavalerilor de către Titurel, Klingsor alege spiritul răului și va purta cavalerilor o ură nemărginită. El reușește să atragă în cursă, cu ajutorul seducătoarei Kundry, aflată sub vraja lui, câțiva gardieni ai Sfântului Graal, pe care îi ține prizonieri în castelul său și pe care vrea să-i întoarcă împotriva vechilor lor colegi de arme.
Titurel îmbătrânește, însă este menținut în viață datorită Sfântului Graal. Acesta îi transmite puterea fiului său, Amfortas, care va pleca înarmat cu Sfânta Lance după Klingsor, încercând să-l distrugă. Amfortas cade însă în mrejele lui Kundry și, pradă dorințelor carnale, lasă să-i scape Sfânta Lance. Klingsor profită de această greșeală, ia lancea și îl rănește pe Amfortas. Rana malefică nu se va mai vindeca decât tot cu ajutorul lancei sacre, însă doar un singur om, tânăr și inocent, complet lipsit de păcat va putea să o recupereze. Amfortas este astfel condamnat să sufere fără încetare atât timp cât va celebra ritualul Graalului, care ține în viață comunitatea Montsalvat.
Herzeleide îl crește pe fiul său, Parsifal, într-un loc izolat al pădurii, pentru a-l împiedica să ia calea tatălui său, Gamuret, răpus prematur în aventurile sale eroice. Departe de lume, Parsifal crește neîntinat și inocent, dar într-o zi, văzând din întâmplare o ceată de cavaleri trecând prin pădure, dragostea de aventură i se trezește în suflet și pleacă împreună cu ei. Herzeleide moare de supărare.